# Gdański Park Naukowo-Technologiczny

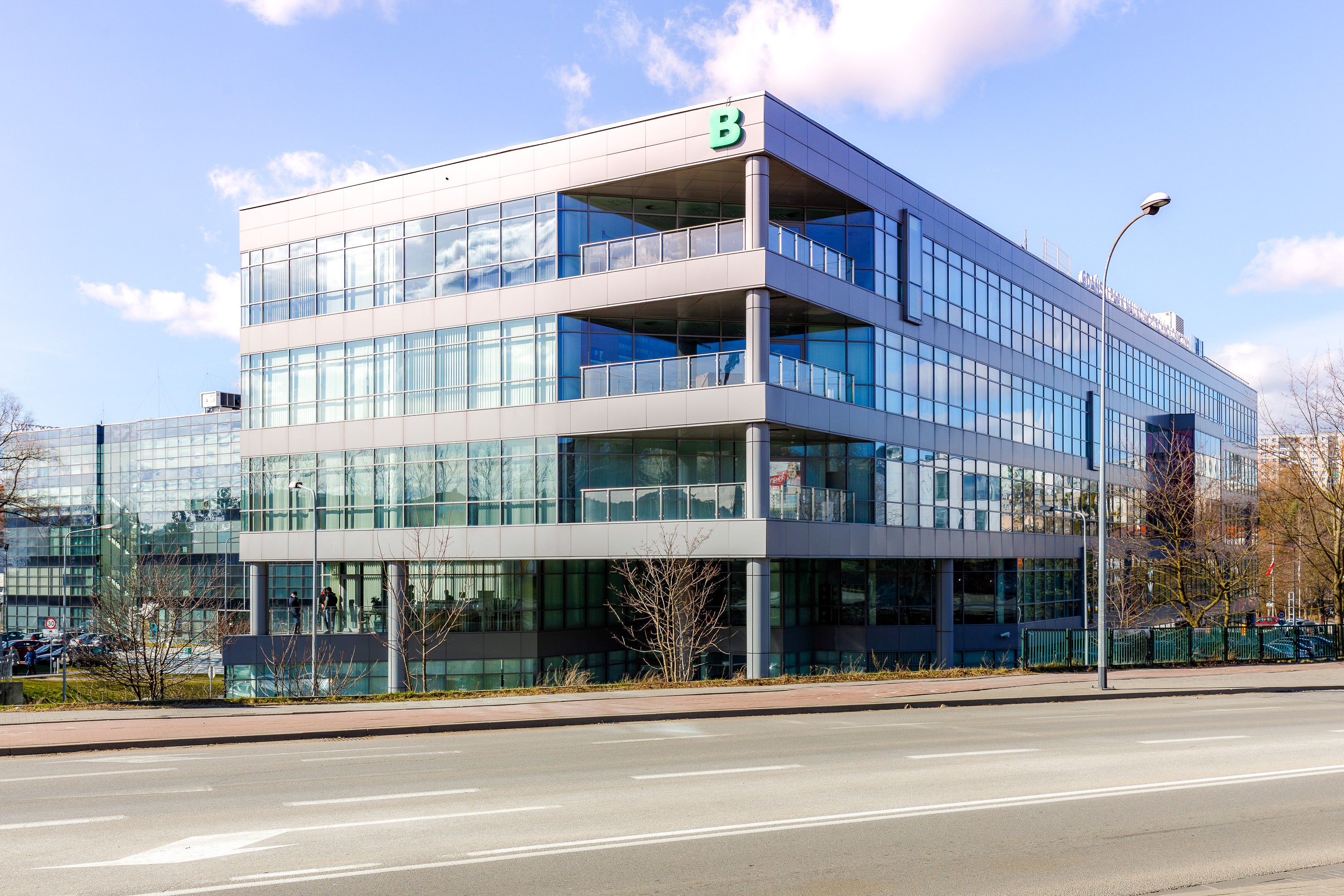
Gdański Park Naukowo-Technologiczny

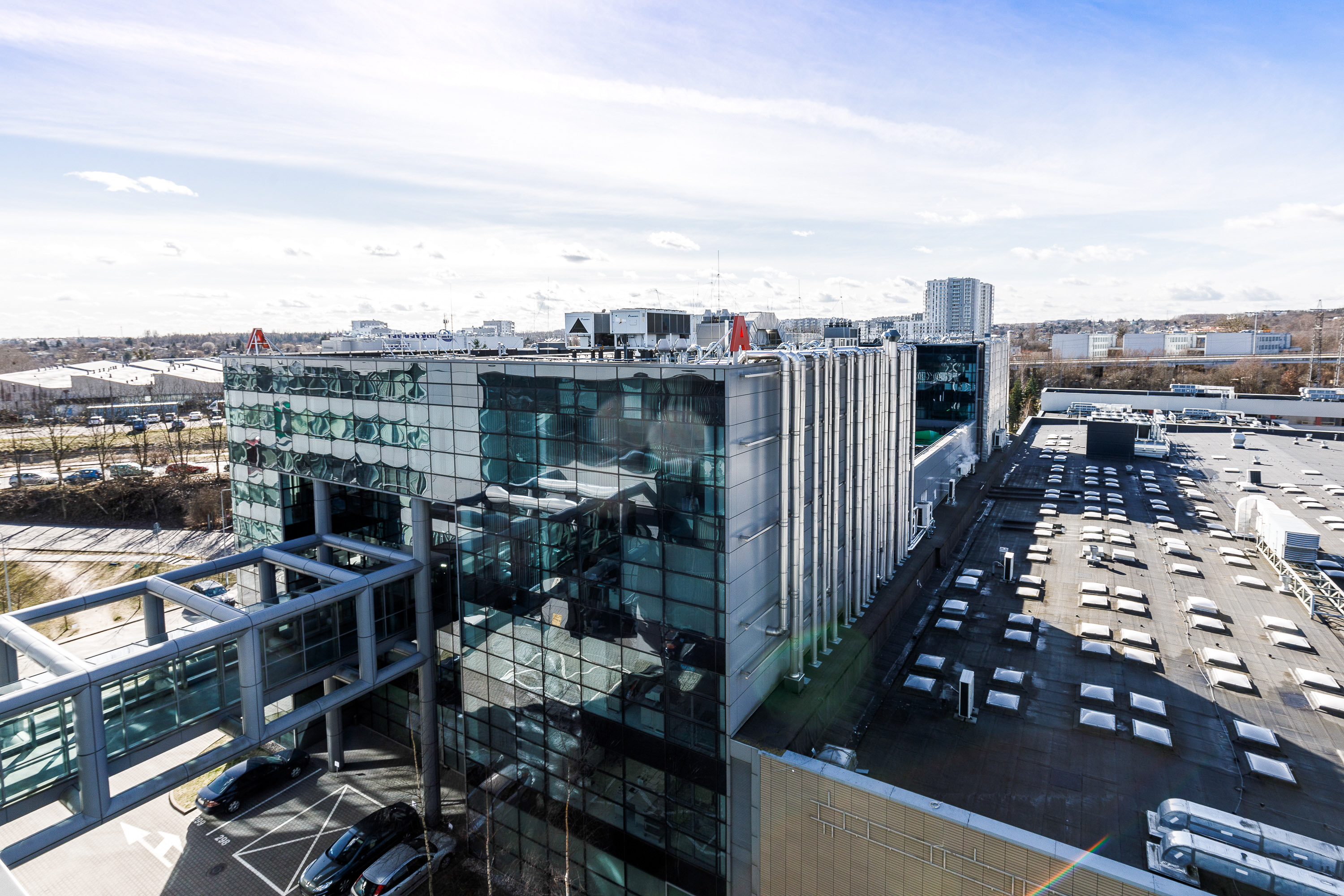
Gdański Park Naukowo-Technologiczny, budynek A

Gdański Park Naukowo-Technologiczny im. prof. Hilarego Koprowskiego – instytucja otoczenia biznesu, która powstała w 2006 r. z inicjatywy Urzędu Marszałkowskiego Województwa Pomorskiego, Miasta Gdańsk, Politechniki Gdańskiej oraz Pomorskiej Specjalnej Strefy Ekonomicznej sp. z o.o., która obecnie zarządza Parkiem.
Gdański Park Naukowo-Technologiczny jest rozwinięciem oferty usługowej oraz inwestycyjnej Pomorskiej Specjalnej Strefy Ekonomicznej, która jest częścią Polskiej Strefy Inwestycji, jednym z 14 podmiotów regionalnych, odpowiedzialnych za kompleksową obsługę inwestorów. Jej zadaniem jest wsparcie przedsiębiorczości, poprzez tworzenie atrakcyjnych warunków do rozwoju małych, średnich i dużych firm.

## Działania GPN-T
Gdański Park Naukowo-Technologiczny to miejsce dla rozwoju nauki i przedsiębiorczości, współpracy podmiotów gospodarczych, społecznych, naukowych, badawczych oraz samorządowych. Buduje i promuje nowe rozwiązania gospodarcze i technologiczne. Łączy naukę z biznesem, stymuluje innowacyjną przedsiębiorczość, wspiera startupy oraz firmy bazujące na unikalnym pomyśle wykorzystując do tego środki własne oraz pozyskane z rezerw UE.
Działalność Parku skupia się wokół rozwoju strategicznych dla gospodarki Państwa branż z obszaru B+R wpisujących się w strategię Lizbońską.
Obecnie w GPN-T zrzesza ponad 60 firm prowadzących działalność w branżach:
- biotechnologia,
- działalność profesjonalna, naukowa i techniczna,
- energetyka,
- IT/ICT,
- AI,
- przemysł,
- spożywcza,
- usługi finansowe,
- zasoby ludzkie.

## Historia GPN-T

### I faza rozwoju 2006
W 2006 r. rozpoczęto prace nad adaptacją dawnych Gdańskich Zakładów Graficznych na potrzeby Gdańskiego Parku Naukowo-Technologicznego. W pierwszym półroczu 2006 r. dokonano modernizacji ok. 3,3 tys. metrów kwadratowych powierzchni Parku. W lutym 2006 r. miało miejsce uroczyste otwarcie GPN-T połączone z wręczeniem zezwolenia na prowadzenie działalności gospodarczej na terenie Pomorskiej Specjalnej Strefy Ekonomicznej niemieckiej firmie z grupy koncernu ThyssenKrupp.
W tym samym czasie zainicjował swoją działalność Inkubator Technologiczny, w którym swe miejsce znalazły nowo powstałe firmy założone przez absolwentów i pracowników uczelni.

### II faza rozwoju 2007-2008
W drugim półroczu 2006 PSSE sp. z o.o. pozyskała 19,7 miliona zł dofinansowania na adaptację obiektu ze środków Europejskiego Funduszu Rozwoju Regionalnego w ramach Sektorowego Programu Operacyjnego Wzrostu Konkurencyjności Przedsiębiorstw działanie 1.3. Rozpoczęto rozbudowę kompleksu GPN-T. Dzięki wykorzystaniu środków już w czerwcu 2008 r. udostępnione zostały nowe powierzchnie technologiczno-biurowe, laboratoryjne i technologiczno-produkcyjne oraz konferencyjno-szkoleniowe. Obiekt wyposażony został w najnowszej generacji systemy: teleinformatyczne, monitoringu i kontroli dostępu.

### III faza rozwoju 2008–2013
W celu powiększenia potencjału rozwoju GPN-T powiększono teren i powierzchnię użytkową obiektu. W 2011 r. oddano do użytku budynek B, a dwa lata później, w 2013 r. budynek A wyposażony w nowoczesne laboratoria. Aktualnie Gdański Park Naukowo-Technologiczny to kompleks trzech nowoczesnych budynków o łącznej powierzchni ponad 40 tys. metrów kwadratowych, co umożliwia stworzenie zintegrowanego systemu wsparcia rozwoju innowacji opartego na powiązaniach sieciowych i osiągnięcie odpowiedniego efektu skali w procesie synergii i wielu sąsiadujących ze sobą podmiotów, działających w obszarach zaawansowanych technologii.

## Oferta GPN-T

### Powierzchnie biurowe[3]
GPN-T to miejsce oferujące powierzchnie biurowe, dogodną lokalizację, ekosystem innowacyjności, usługi okołobiznesowe i wiele innych udogodnień, które zapewnią innowacyjnym przedsiębiorstwom start.
Park to kompleks 3 nowoczesnych budynków o łącznej powierzchni ok. 40 tys. m2.
Budynek A – biurowo-laboratoryjny;
Budynek B – biurowy;
Budynek C – biurowo-konferencyjny z częścią produkcyjno-magazynową.
Lokując siedzibę swojej firmy w GPN-T przedsiębiorcy zyskują nie tylko bezpośrednie sąsiedztwo centrum Gdańska i największych uczelni Pomorza: Politechniki Gdańskiej, Gdańskiego Uniwersytetu Medycznego i Uniwersytetu Gdańskiego, ale także możliwość korzystania z infrastruktury Parku oraz wsparcie w budowaniu relacji biznesowych, współpracy z ośrodkami naukowymi oraz w działaniach promocyjnych.

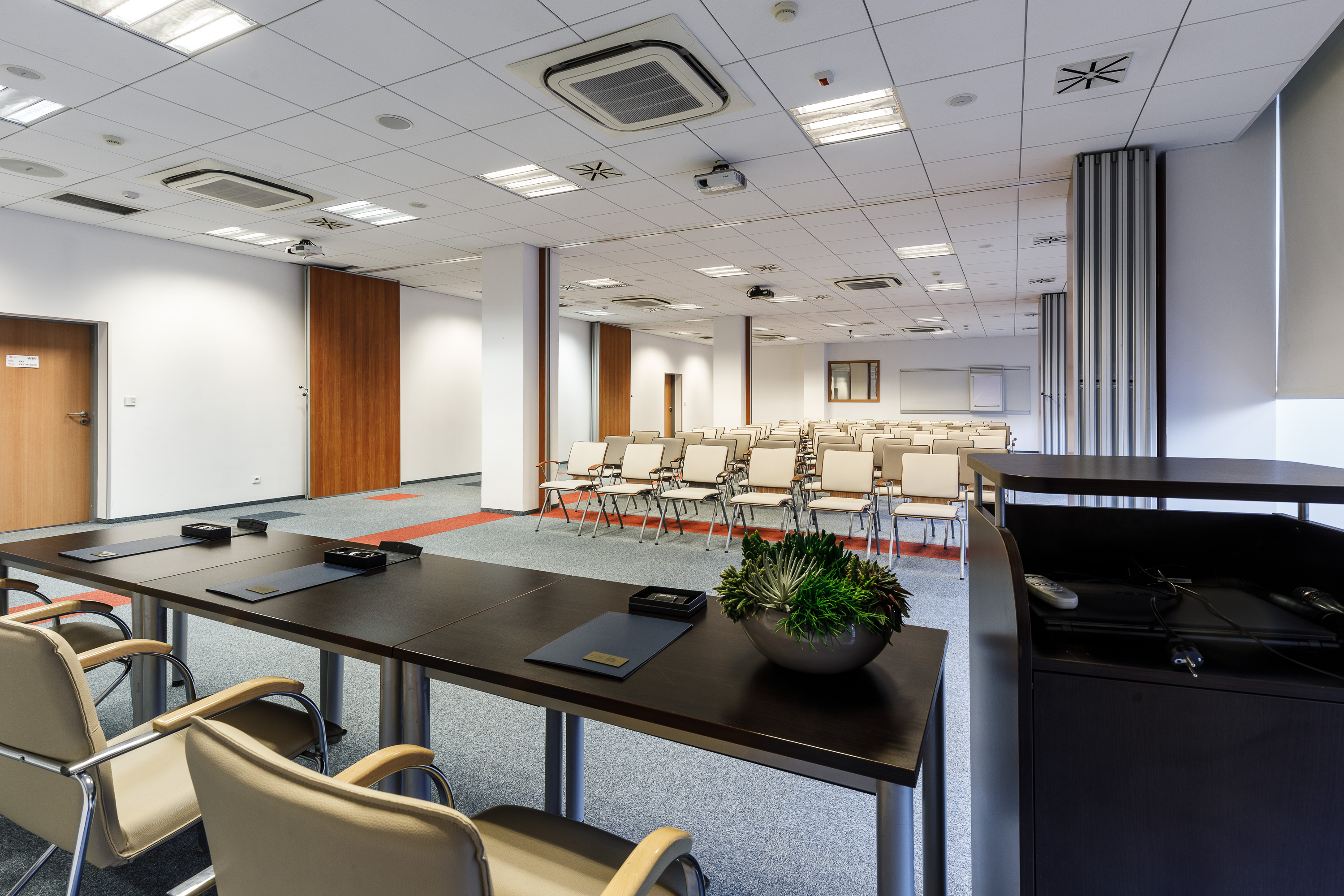
Centrum Konferencyjno-Szkoleniowe

### Centrum Konferencyjno-Szkoleniowe[4]
GPN-T udostępnia przestrzeń szkoleniowo-konferencyjną dla najemców Parku, zewnętrznych firm oraz klientów indywidualnych, zainteresowanych przeprowadzeniem wykładów, warsztatów i konferencji. Centrum Konferencyjno-Szkoleniowe oferuje sale konferencyjne z możliwością adaptacji przestrzeni, wyposażone w profesjonalny sprzęt nagłośnieniowy oraz multimedialny z opcją podłączenia sprzętu do tłumaczeń symultanicznych.

### Strefa CO-WORK[5]
Strefa CO-WORK Gdańskiego Parku Naukowo-Technologicznego to otwarta przestrzeń oferująca wspólne, komfortowe i twórcze środowisko pracy. CO-WORK oferuje nie tylko wygodne biurka do pracy, ale również obsługę korespondencji przychodzącej, dedykowaną aplikację oraz pełną inspiracji atmosferę i możliwość nawiązania ciekawych kontaktów biznesowych.

### Inkubator technologiczny[6]
Inkubator Technologiczny GPN-T ma na celu poprawę konkurencyjności oraz innowacyjności poprzez wspieranie i rozwój przedsiębiorstw, zakładanych i prowadzonych m.in. przez absolwentów uczelni. W ramach Inkubatora Park oferuje między innymi preferencyjne warunki wynajmu lokali, opiekę merytoryczną w sprawach dotyczących prowadzenia działalności, mentoring biznesowy, możliwość nawiązania współpracy z instytucjami i firmami, udostępnienie posiadanej infrastruktury technicznej, czy korzystanie z wybranych sal spotkań położonych na terenie GPN-T w ramach opłaty czynszowej.

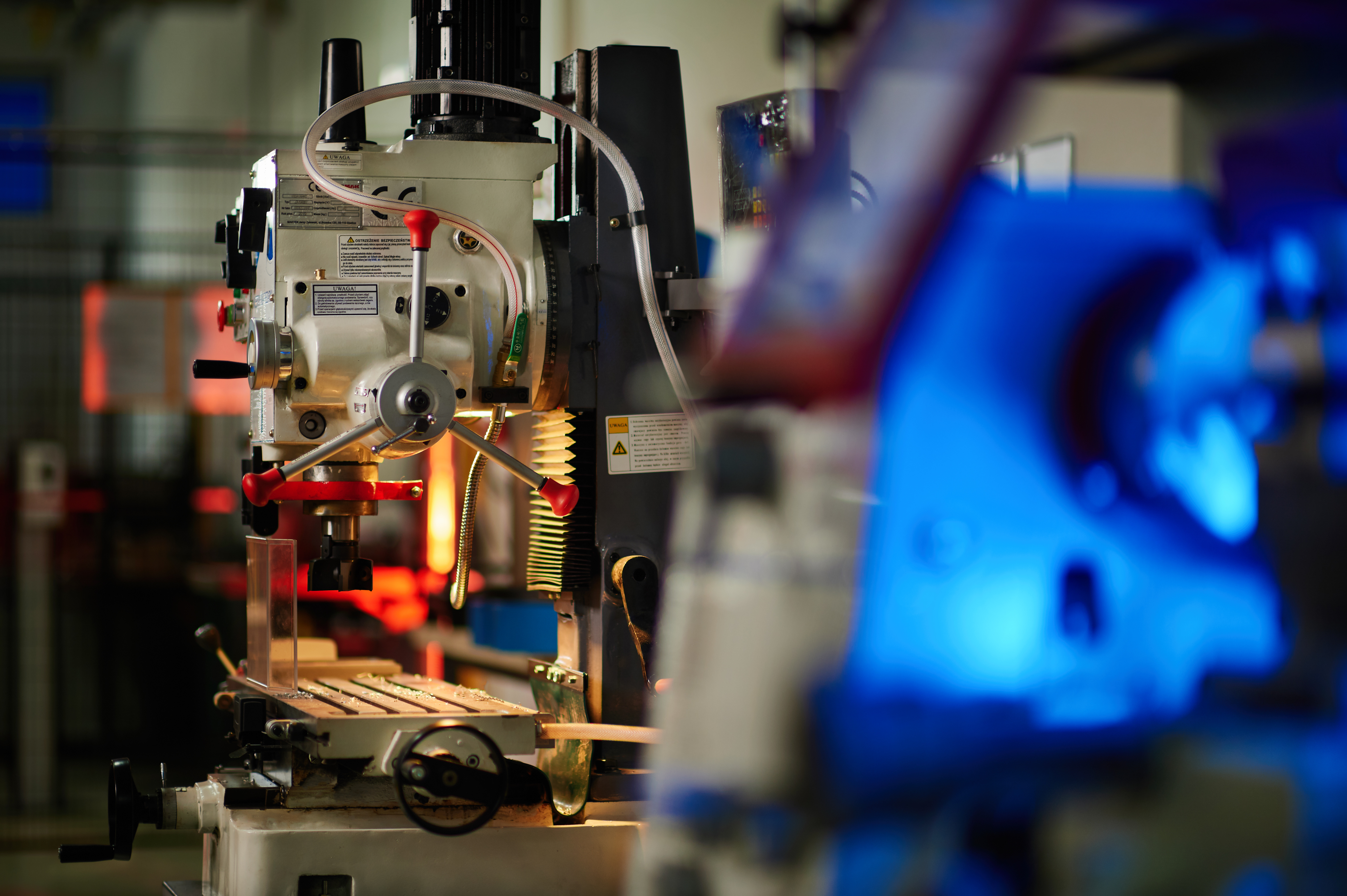
Space4Makers

### Space4Makers[7]
Space4Makers to miejsce tworzone dla start-upów, innowacyjnych przedsiębiorstw i wynalazców. Na powierzchni 400 m² dostępne są przestrzeń produkcyjna do indywidualnej pracy, oraz Protolab II- nowoczesna prototypownia stworzona przez Politechnikę Gdańską o charakterze kompleksowo wyposażonego warsztatu technicznego.

### Specjalistyczne usługi dronem[8]
Ta usługa zapewnia precyzyjne lokalizowanie i obrazowanie terenów/obiektów/środków trwałych z innej perspektywy. Usługi GPN-T przy użyciu dronów są szybkim i bezpiecznym sposobem do zbierania, analizy i przetwarzania danych.